# Ditzumerwold
*Ditzumerwold oftewel Dertsamewolt wordt omstreeks 1475 genoemd als een van de parochies die in de Dollard waren verdronken. Waarschijnlijk was het een veennederzetting in het achterland van het huidige dorp Ditzum. De nederzetting Ditzumerhammrich in 1469 als Ditzumer hammerke vermeld. In deze omgeving vinden we de perceelsnamen De Brook, Fahne (een voormalige kwelder) en Fahnster Rhiede (een voormalige wadgeul). Deze toponiemen wijzen op een oudere veenontginning. Bij Ditzumerverlaat lagen rond 1620 de landerijen van het Schaeckßwoldt of uffem Schoekswoldt, waarvan de dijken door de Wynhamster Lande werden onderhouden.